# Sara Pinto Coelho
Sara Pinto Coelho (n. 1913, São Tomé și Príncipe - d. 1990, Portugalia) a fost un scriitor de limbă portugheză născut în São Tomé și Príncipe.

## Cărți
- Confidências de Duas Raparigas Modernas (1946)
- O Tesouro Maravilhoso (1947)
- Aventuras de um Carapau Dourado (1948)
- Memórias de uma Menina Velha (1994)